# Universidad Politécnica de Canarias
La Universidad Politécnica de Canarias, fundada como Universidad Politécnica de Las Palmas, fue una universidad española existente entre 1979 y 1989.

## Historia
Fue creada en 1979 como "Universidad Politécnica de Las Palmas" con sede en la ciudad de Las Palmas de Gran Canaria. Constaba inicialmente de la Escuela Técnica Superior de Arquitectura, la Escuela Técnica Superior de Ingenieros Industriales, la Escuela Universitaria Politécnica, la Escuela Universitaria de Arquitectura Técnica y la Escuela Universitaria de Ingeniería Técnica Agrícola, centros todos ellos que anteriormente formaban parte de la Universidad de La Laguna, así como con la Escuela Universitaria de Informática de nueva creación. La desaparición de su nombre se produce en 1988 cuando cambió a Universidad Politécnica de Canarias. Después de muchas polémicas y manifestaciones públicas modificó su estructura y recibió el nombre de "Universidad de Las Palmas de Gran Canaria" en 1989 por la Ley de Reorganización Universitaria de Canarias, integrando en su seno todos los centros universitarios de la isla de Gran Canaria, tanto los de la Politécnica como los de la Universidad de La Laguna, quedando los centros, profesorado y recursos previamente existentes en la isla de Tenerife integrados en la Universidad de la Laguna.